# ŁTZ M62
ŁTZ M62 – radziecka lokomotywa spalinowa produkowana przez Ługanskij Tiepłowozostroitielnyj Zawod dla wielu krajów-członków Rady Wzajemnej Pomocy Gospodarczej oraz Korei Północnej. Żargonowo nazywana Gagarinem lub Iwanem.

## Historia

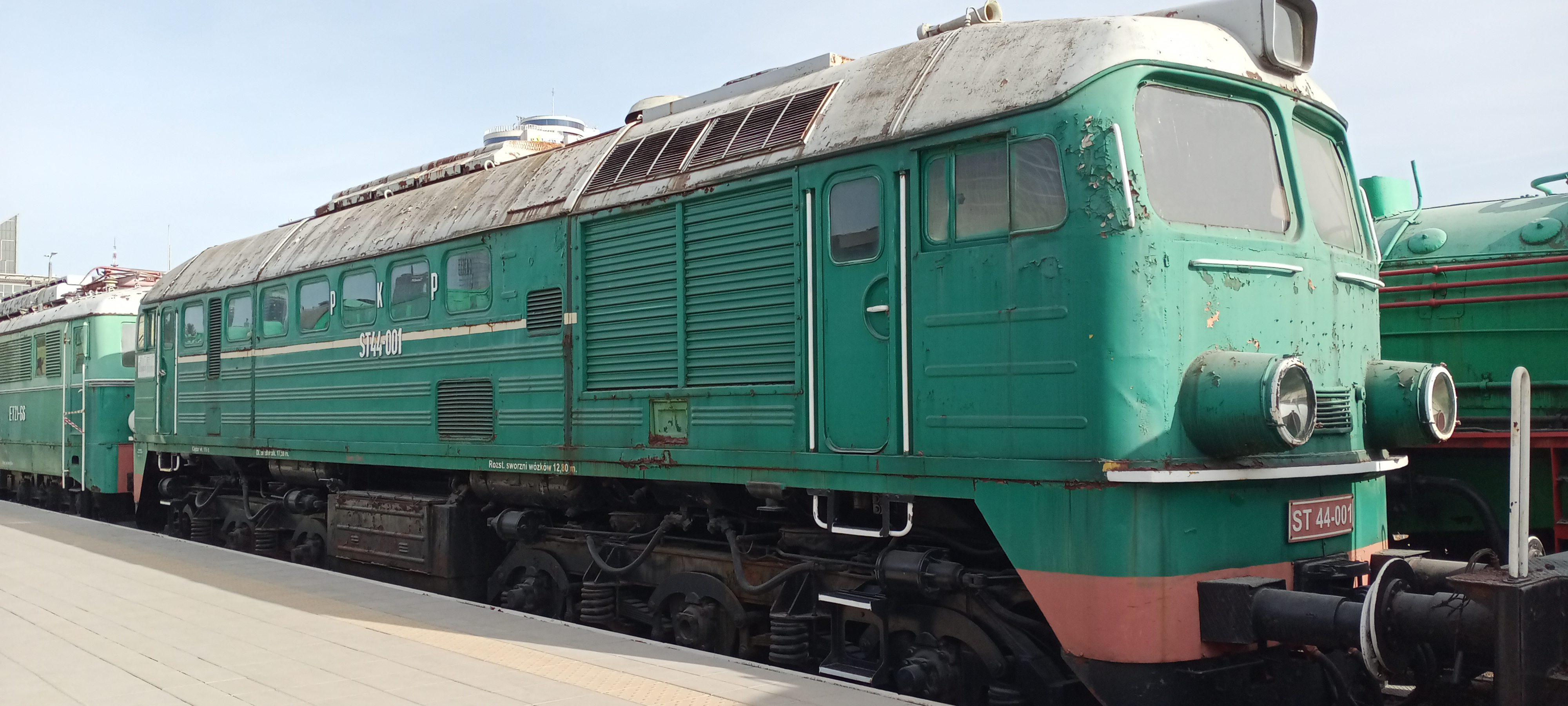
ST44-001 – pierwszy egzemplarz M62 sprowadzony do Polski

Do prowadzenia pociągów towarowych, fabryka lokomotyw w Ługańsku opracowała w oparciu o budowane w latach 1958–1961 spalinowozy TE10 sześcioosiowe lokomotywy z napędem spalinowo-elektrycznym dla kolei radzieckich SŻD. Na skutek porozumień specjalizacyjnych, Związek Socjalistycznych Republik Radzieckich przyjął zamówienia krajów RWPG na lokomotywy spalinowe o mocy 2000 KM. Pierwszym nabywcą nowej serii były Węgierskie Koleje Państwowe (MÁV). Warunkiem zamówienia było stosowanie oznaczeń producenta – M62 jako oficjalnego dla tej serii lokomotywy na kolejach węgierskich. Rozwój lokomotywy dotyczył adaptacji do środkowoeuropejskiej skrajni ładunkowej, systemów hamowania oraz montażu czołownic ze zderzakami. Ich wymiary miały być określone przez zarządy kolejowe.
W 1964 roku dostarczono dwa prototypy dla kolei radzieckich. W 1965 roku rozpoczęto produkcję seryjną i dostarczanie lokomotyw do kolei węgierskich. Od 1965 lokomotywy typu M62 otrzymała również PKP (oznaczone jako ST44) oraz PMPPW (pod oryginalnym oznaczeniem), kolej wschodnioniemiecka i czechosłowackie koleje. Sam Związek Radziecki zamawiał lokomotywy od 1970 roku w różnych konfiguracjach; jako pojedynczy wariant M62, wariant dwuczłonowy pozbawiony dwóch kabin maszynisty w miejscu połączenia członów, dwusilnikowy 2M62, najczęściej występujący w krajach postradzieckich oraz trójczłonowy, trzysilnikowy 3M62, pozbawiony czterech kabin maszynisty w miejscu łączenia członów. 2M62 oraz 3M62 powstały w celu obsługi ciężkich pociągów towarowych w rejonach przemysłowych, przy czym 2M62 są często wykorzystywane w obsłudze ciężkich pociągów pasażerskich.
W latach późniejszych lokomotywy w wariancie M62 były dostarczane na Kubę, do Korei Północnej i dla kolei przemysłowych. Dostawy zakończyły się w większości krajów w latach 1975–1979. Tylko do Polski i Korei Północnej M62 zostały dostarczone odpowiednio do 1988 r. i 1995 r. Jednak rosyjskie koleje państwowe do 1994 roku zamawiały lokomotywy skonstruowane w oparciu o projekt M62. Niektóre M62 zostały nabyte przez koleje prywatne.
Lokomotywy M62 produkowano w dużej mierze identycznie. Różnicami zauważalnymi są zwykle duże reflektory na lokomotywach PKP, jak również czołownice bez zderzaków i ze sprzęgiem Janneya na kolejach kubańskiej i Korei Północnej. Występują także odmiany ze sprzęgiem zderzakowym oraz samoczynnym SA-3. Polska, Czechosłowacja i Węgry zamówiły dodatkowe lokomotywy ze sprzęgiem samoczynnym SA-3 i hamulcem systemu Matrosowa, przystosowane do jazdy po torze 1520 mm do obsługi terminali przeładunkowych w obszarach przygranicznych i na LHS. Zewnętrznie szerokotorowe wózki różnią się od normalnotorowych tylko jednym cylindrem hamulcowym po jednej stronie, widocznym w poziomie osi środkowej. Normalnotorowe wózki mają dwa cylindry hamulcowe z każdej strony. Maszyny sprzedawane z PKP do Korei Północnej zachowały zderzaki. Część z nich zaś przebudowano na elektrowozy. 

## Dostawy
Poniższa tabela przedstawia liczbę dostarczonych M62 do kolei przemysłowych i państwowych. Modernizacje nie są uznawane. Niektóre M62 były sprzedawane po wycofaniu z kolei prywatnych.
| Kraj                                          | Przewoźnik kolejowy   | Rozstaw toru | Seria   | Lata produkcji | Liczba lokomotyw | Numeracja                                      | Rok wycofania z eksploatacji |
| --------------------------------------------- | --------------------- | ------------ | ------- | -------------- | ---------------- | ---------------------------------------------- | ---------------------------- |
| NRD                                           | Deutsche Reichsbahn   | 1435 mm      | V 200   | 1966–1975      | 378              | V 200 001 do 314 120 001 do 378                | do 1994                      |
| NRD                                           | SDAG Wismut           | 1435 mm      | V 200   | 1972–1978      | 15               | V 200 501 do 515                               | do 1998                      |
| NRD                                           | BKK Geiseltal         | 1435 mm      | V 200   | 1973           | 3                | V 200 506 do 508                               | do 1993                      |
| Kuba                                          | Ferrocarriles de Cuba | 1435 mm      | 61      | 1974–1975      | 20               | od K500 do K519, przenumerowane na 61601-61621 |                              |
| Korea Północna                                | KRZ                   | 1435 mm      | LH01    | 1967–1995      | 64               |                                                |                              |
| Polska                                        | PKP                   | 1435 mm      | ST44    | 1966–1988      | 1114             | ST44-001 do 1113 ST44-1500                     |                              |
| Polska                                        | PKP LHS               | 1520 mm      | ST44    | 1977–1980      | 68               | ST44-2001 do 2068                              |                              |
| Polska                                        | Petrochemia Płock     | 1435 mm      | M62     |                | 6                | ST44 01 – 06                                   |                              |
| Polska                                        | PMPPW                 | 1435 mm      | ST44    | 1966–1967      | 2                | ST44 07 – 09                                   |                              |
| Związek Socjalistycznych Republik Radzieckich | SŻD                   | 1524 mm      | M62     | 1964–1976      | 723              | M62-1 M62-2 od M62-1003 do M62-1723            |                              |
| Związek Socjalistycznych Republik Radzieckich | Armia Radziecka       | 1524 mm      | DM62    | 1982–1994      | 154              | DM62-1724 do DM62-1877                         |                              |
| Czechosłowacja                                | ČSD                   | 1435 mm      | T 679.1 | 1966–1979      | 575              | T679.1001 do 1374 i 1400 do 1600               | do 2002                      |
| Czechosłowacja                                | ČSD                   | 1524 mm      | T 679.5 | 1966           | 25               | T679.5001 do 5025                              | do 1991                      |
| Czechosłowacja                                | Huta Koszyce          | 1524 mm      |         |                | 2                | VSŽ1 do 2                                      | 1983/1988                    |
| Węgry                                         | MÁV                   | 1435 mm      | M62     | 1965–1974      | 273              | M62 001 do 273                                 |                              |
| Węgry                                         | MÁV                   | 1524 mm      | M62.5   | 1970–1978      | 15               | M62 501 do 515                                 |                              |
| Węgry                                         | GySEV                 | 1435 mm      | M62.9   | 1972           | 6                | M62 901 do 906                                 | do 1996                      |

## Konstrukcja
Lokomotywę napędza dwusuwowy, dwunastocylindrowy, widlasty, 48 zaworowy (tylko zawory wydechowe), turbodoładowany silnik wysokoprężny z przepłukiwaniem wzdłużnym o oznaczeniu 14D40 produkcji zakładów w Kołomnie o mocy 2000 KM i pojemności skokowej 150,6 dm³. Stopień sprężania wynosi 14,5. Lokomotywa charakteryzuje się dużą mocą przy jednoczesnym zwiększonym zużyciu oleju silnikowego (silnik dwusuwowy) oraz paliwa. Katalogowe zużycie paliwa wynosi około 25 kg/h na biegu jałowym, natomiast około 320 kg/h przy mocy znamionowej (160 g/KMh). Zużycie oleju silnikowego wynosi około 4,5 kg/h, co przekłada się na niekorzystne cechy ekologiczne tegoż silnika. To, wraz z szybką elektryfikacją linii kolejowych w latach 70. i 80. przesądziło o stosunkowo szybkim wycofaniu większości lokomotyw tej serii z ruchu liniowego. Zaletami lokomotywy jest duża siła rozruchowa, niezawodność, zastosowanie amplistatu, oraz możliwość uruchomienia silnika bez konieczności wstępnego podgrzewania silnika przy niższych temperaturach otoczenia.

## Modernizacje

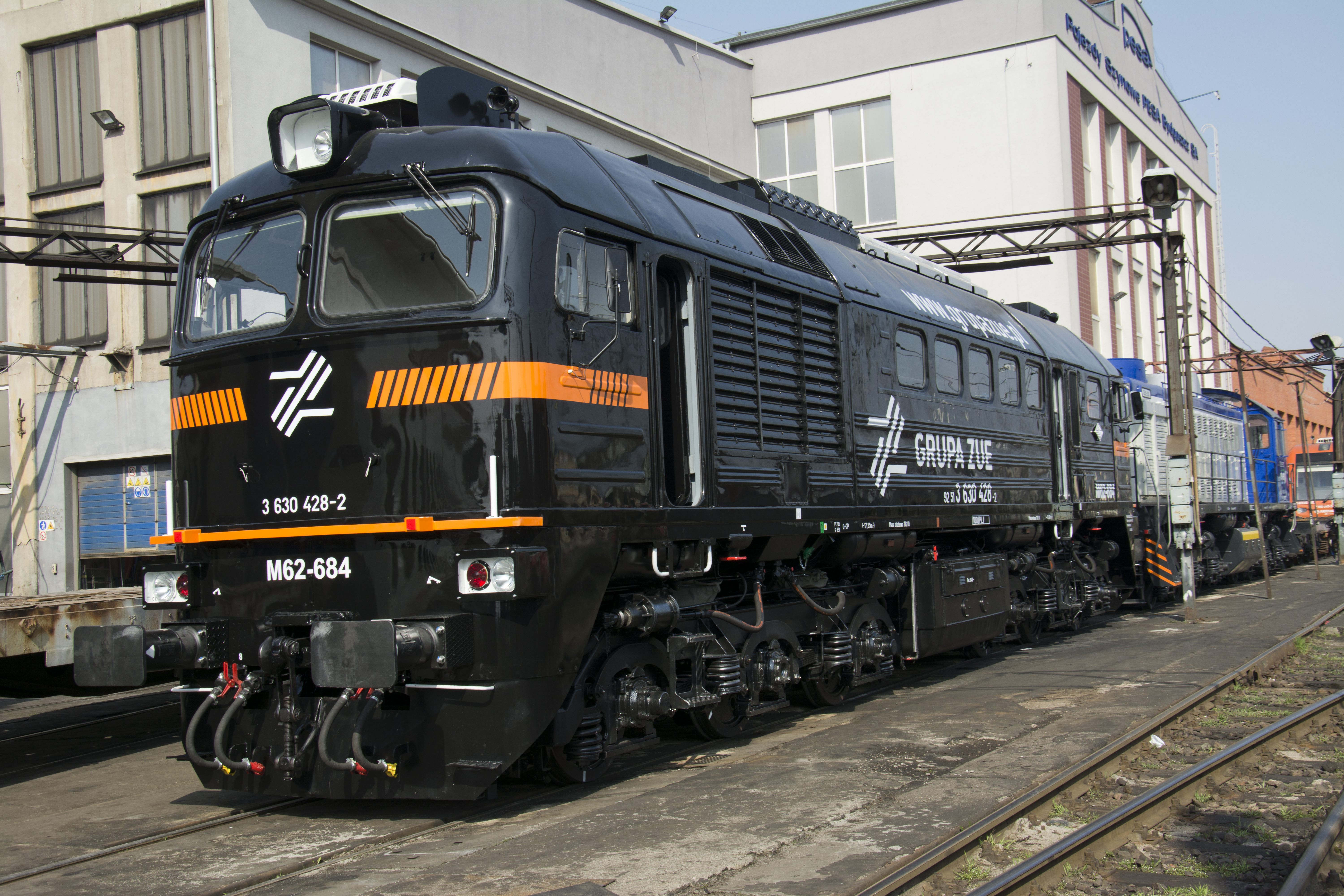
M62-684 zmodernizowana dla Grupy ZUE przez Pesę

Brak lokomotyw dużej mocy wymusił na PKP Cargo powrót do lokomotyw tej serii. Jednocześnie ze względu na dużą moc i wysoką niezawodność lokomotywy te są wykorzystywane przez przewoźników prywatnych (import lokomotyw m.in. z Niemiec i Estonii). W marcu 2005 roku na LHS zostały dostarczone dwie przebudowane lokomotywy ST44, wykorzystujące silnik Caterpillar 3516B HDSC o mocy 2240 kW (ok. 3046 KM) oraz nową prądnicę główną niemieckiej firmy Lechmotoren. Modernizacja przeprowadzona została w zakładach Fablok w Chrzanowie, a zmodernizowane lokomotywy oznaczono ST44-3001 i ST44-3002. W zmodernizowanej wersji jest to najsilniejsza lokomotywa spalinowa eksploatowana przez PKP. W 2007 r. bydgoska PESA podpisała umowy z PKP Cargo i PKP LHS na modernizację łącznie 50 lokomotyw – główną zmianą było zainstalowanie bardziej ekonomicznych i mniej uciążliwych dla środowiska czterosuwowych silników typu 12CzN26/26 tego samego producenta o identycznej mocy i pojemności skokowej 150,6 dm³. Modernizacja nie obejmowała silników trakcyjnych ED118A. W 2011 roku PKP Cargo podpisało kolejną umowę na modernizację kolejnych 26 lokomotyw w zakładach PESA Bydgoszcz.
21 maja 2018 PKP Cargo zawarło z Pesą umowę na naprawę 5. poziomu 38 lokomotyw. Naprawa obejmuje m.in. montaż nowego silnika.
W 2017 r. przedsiębiorstwo Rail Polska przedstawiło na targach kolejowych Trako lokomotywę 207E, będącą przebudową lokomotywy ST44 na napęd elektryczny. W 2019 lokomotywa weszła do eksploatacji pod nazwą 207E-Edgar.